# Kallinik (patriarcha Aleksandrii)
Kallinik, imię świeckie Konstantinos Kiparissi (ur. 1800 w Skotinie, zm. 1889 w Mitylenie) – prawosławny patriarcha Aleksandrii.

## Życiorys
Pochodził z Macedonii. Urodził się w Skotinie (na terenie dzisiejszej Pierii). W 1853 r. przeniósł się do metropolii w Salonikach i w 1858 r. został wybrany prawosławnym patriarchą Aleksandrii. Jako patriarcha budował na własny koszt kościół Najświętszej Marii Panny w swojej rodzinnej miejscowości. Nosił szatę patriarchy ekumenicznego Grzegorza V. Próbował bezskutecznie doprowadzić do unii z Kościołem koptyjskim. 24 maja 1861 r. zrzekł się tronu z powodów zdrowotnych.
Zmarł w 1889 r..